# Philippe Dauchez (peintre)
Pour les articles homonymes, voir Philippe Dauchez et Dauchez.
Philippe Dauchez (né le 24 octobre 1900 à Paris et mort dans la même ville le 25 mars 1984) est un peintre français.
Il devient peintre officiel de la Marine en 1948.